# Linares Cardozo
Linares Cardozo, nombre artístico de Rubén Manuel Martínez Solís (La Paz, Entre Ríos; 29 de octubre de 1920 - Paraná, 16 de febrero de 1996), fue un conocido músico, compositor, poeta, pintor y educador argentino de música litoraleña. Realizó una notable obra de preservación del folklore entrerriano, en especial de la chamarrita, además de aportar sus propias obras al cancionero folklórico, como la conocida "Canción de cuna costera" y "Soy entrerriano", considerado el himno de la provincia.

## Biografía
Rubén Martínez Solís nació en la ciudad de La Paz, en la provincia de Entre Ríos, ubicada en la confluencia del arroyo Cabayú Cuatiá con el Río Paraná,  171 km de la ciudad de Paraná, capital de la provincia. Al finalizar los estudios secundarios se trasladó a Paraná, para estudiar en el Instituto del Profesorado Secundario donde se recibió de Profesor de Filosofía y Ciencias de la Educación. Fue socio e hincha del Club Atlético Olimpia (Paraná) de aquella ciudad.
Desde adolescente se interesó por la música y la cultura gauchesca de los trabajadores rurales que abundaban en su ciudad natal. Tomó como nombre artístico el de Linares Cardozo, un trabajador rural, capataz del campo de su tío Manuel, a quien Martínez Solís admiraba por sus conocimientos; en el libro Linares Cardozo y yo de Néstor Cuesta puede verse una foto del gaucho Linares Cardozo, de quien Martínez Solís tomara su seudónimo.
Influenciado por Atahualpa Yupanqui buscó conocer, recopilar y difundir la música folklórica de su región, prácticamente no investigada hasta ese momento. En esa tarea se destacó por la preservación del folklore entrerriano, en especial de la chamarrita, estilo musical del que se ha dicho, hubiera desaparecido de no ser por la obra de Linares Cardozo.
También compuso canciones de raíz folklórica como "Canción de cuna costera", "Peoncito de estancia", "Coplas felicianeras", "Como los pájaros", "La biznaguita", "La cambuiré", "Islerito", "Canción de la ocarina dormida", "El alzao", "Cururú tajamarero", "Chacarera de río seco", "La consigna del Supremo", "Silbidos de un entrerriano", "Costeando el tajamar", "Chamarrita del Chupín", "Chamarrita de la encierra", "Soy entrerriano", etc. Esta última está considerada como el Himno de Entre Ríos.
En 1975 Los Hermanos Cuestas lanzaron su álbum Canto a Entre Ríos - Los Hermanos Cuestas, interpretan a Linares Cardozo, junto a la Orquesta Sinfónica de Entre Ríos, el Coro de la Asociación Verdiana e invitados especiales. El éxito del disco hizo famoso a Linares Cardozo, tanto en su país como internacionalmente.
Escribió un libro de poemas titulado El caballo pintado y la paloma (título tomado del arroyo Cabayú Cuatiá que cruza la ciudad de La Paz) y otro de memorias y reflexiones personales, Júbilo de esperanza.
En pintura se dedicó a registrar la luz, la gente y el paisaje de su región. En el libro Linares Cardozo y yo de Néstor Cuesta pueden verse los dibujos y pinturas de Linares Cardozo. También puede verse una pintura de su autoría en la tapa de su álbum Canción de cuna costera.
Falleció en Paraná en 1996 y fue enterrado según su voluntad, en el cementerio de La Paz, al lado de un timbó con vista al Río Paraná.

## Obra

### Discografía
- Canción de cuna costera, Microfón
- Entrerriano, CBS
- Dos ríos y un solo amor, Microfón (1980)
- Disco Homenaje 2002 a Linares Cardozo, editado por el programa radial Paseando por Entre Ríos, Radio LT11, 2002.

### Libros
- El caballo pintado y la paloma
- Júbilo de esperanza.